# Saint-Sardos (Tarn-et-Garonne)
Saint-Sardos é uma comuna francesa na região administrativa de Occitânia, no departamento de Tarn-et-Garonne. Estende-se por uma área de 26,56 km². Em 2010 a comuna tinha 1 164 habitantes (densidade: 43,8 hab./km²).